# Metoda testu powtórnego
Metoda testu powtórnego (inaczej test-retest) – używana w psychometrii procedura pomiaru rzetelności używanego testu psychologicznego. Polega ona na dokonaniu pomiaru za pomocą testu, a następnie powtórzeniu badania tym samym testem w tej samej grupie badanych osób po upływie określonego czasu. Wyniki pierwszego testu i drugiego badania (retestu)  są porównywane. Im bardziej wyniki obu badań są zbliżone do siebie, tym większa jest rzetelność zastosowanego narzędzia. 
Zastosowanie testu-retestu pozwala odpowiedzieć na pytanie o to, jak stabilne (powtarzalne) w czasie są wyniki otrzymywane za pomocą konkretnego testu. Natomiast technika ta nie mówi nic o zgodności wewnętrznej testu. Teoretycznie test może dawać stabilne wyniki w czasie i jednocześnie poziom jego zgodności wewnętrznej może być znikomy, co świadczyć będzie o niewielkiej rzetelności narzędzia.